# Oudezijds Huiszittenhuis

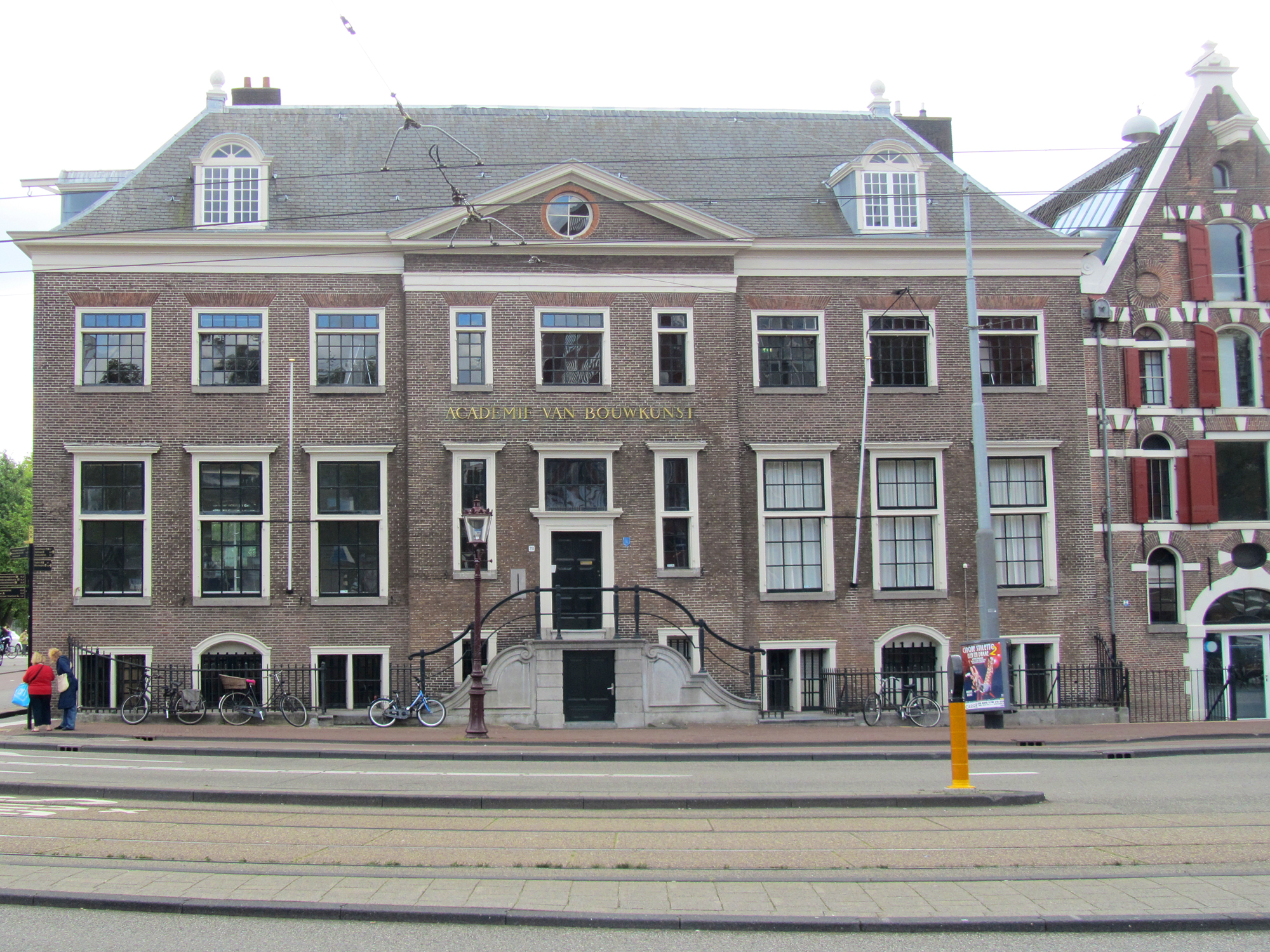
Voorgevel aan Waterloopleinzijde. Rechts een deel van het Arsenaal.

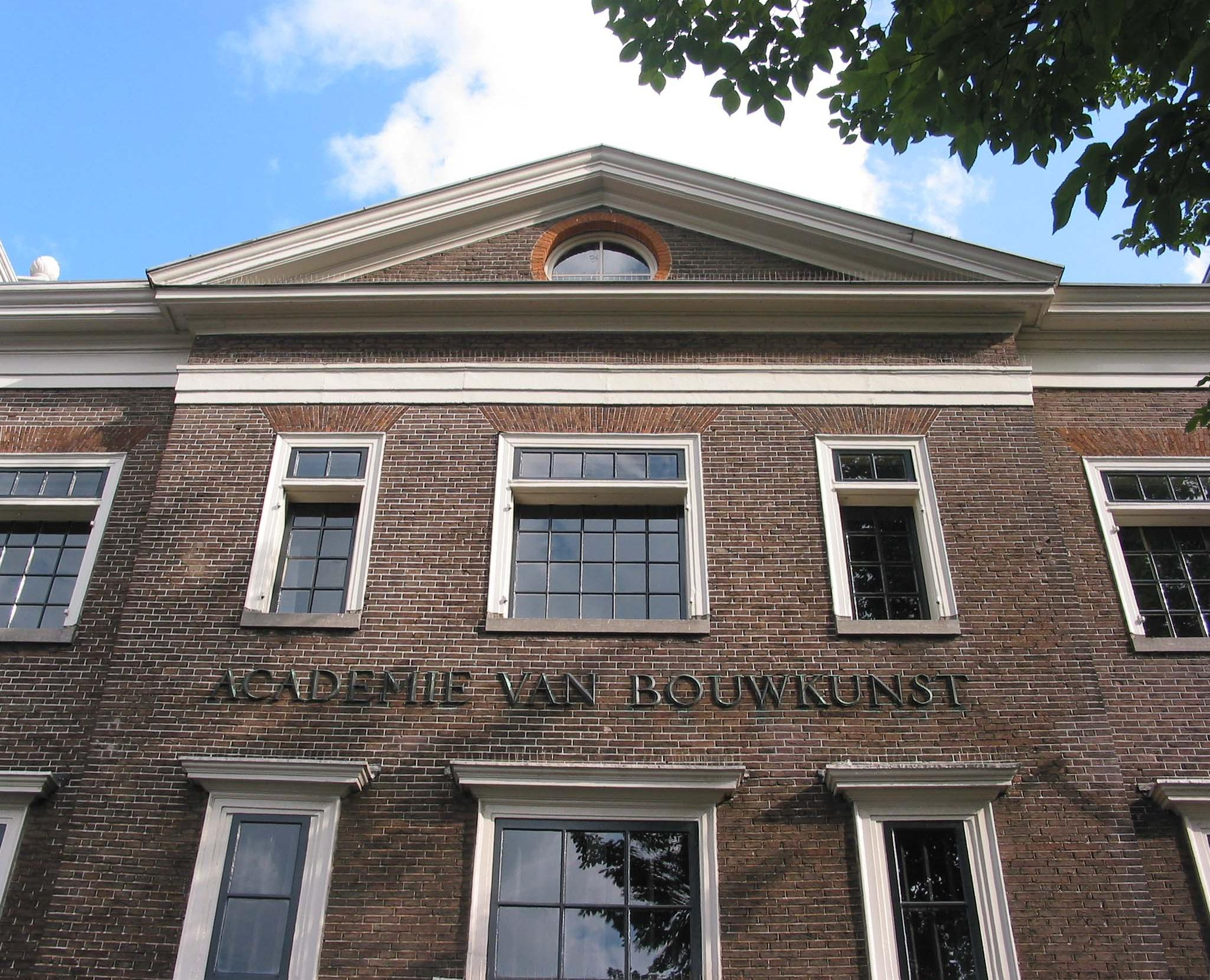
Voorgevel aan Waterloopleinzijde

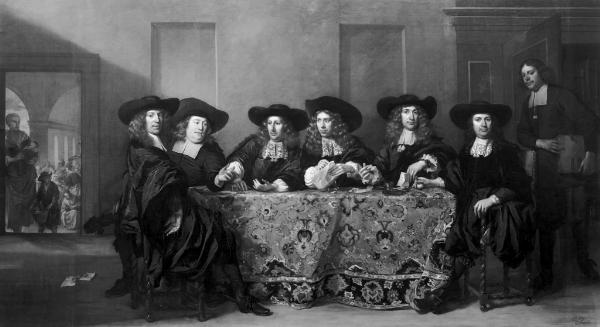
Pieter van Anraedt: Zes regenten en de binnenvader van het Oudezijdszitten- en aalmoezeniershuis te Amsterdam, 1675. Uiterst links aan tafel de kunstenaar Ferdinand Bol.

Het Oudezijds Huiszittenhuis, ook wel Oudezijds Huiszittenaalmoezeniershuis genoemd, is een bouwwerk uit 1655 aan het Waterlooplein in Amsterdam, in 1970 aangewezen als rijksmonument. Oorspronkelijk huisvestte het een liefdadigheidsinstelling waar voedsel en turf werd uitgedeeld aan arme inwoners van de stad. Het gebouw in classicistische stijl werd ontworpen door Willem de Keyser. De Academie van Bouwkunst is sinds 1946 gevestigd in het pand en in het naastliggende Arsenaal.
Het pand werd afgebeeld door verschillende kunstenaars, waaronder de graveurs Jan Goeree, Petrus Schenk en Hermanus Petrus Schouten. 
Onder meer Pieter van Anraedt, Bartholomeus van der Helst, Cornelis Troost, Arnold Boonen, Adriaan de Lelie en Jan Maurits Quinkhard schilderden regentenstukken voor het pand.

## Beschrijving
Het rechthoekige hoofdgebouw heeft voor- en achtergevels met middenrisalieten onder frontons, een versierde stoep en een schilddak met rondbogige dakkapellen. Achter het hoofdgebouw ligt een binnenplaats omgeven door galerijen met rondboogvensters tussen lisenen. In de muur aan de Nieuwe Amstelstraat is een poortje met Toscaanse pilasters, gebeeldhouwd fries en een fronton met het stadswapen.
Binnenin het hoofdgebouw is een voorhuis dat nog de oorspronkelijke wand- en plafondschilderingen en deuromlijstingen heeft. Rechts van deze hal is de voormalige regentenkamer van de huiszittenmeesters. Het heeft een geschilderd plafond met een voorstelling van engeltjes, een gesneden deuromlijsting en een schouw met een 18e-eeuwse schoorsteen. Boven de schouw hangt een regentenstuk geschilderd door Bartholomeus van der Helst. In nissen hangen doeken van onder andere Cornelis Holsteyn die allegorieën tonen op de uitdeling van turf en levensmiddelen aan armen door de huiszittenmeesters. Links van het voorhuis is het voormalige kantoor van de huiszittenmeesters.
Onder het voorhuis lag de woning van de binnenvader, die de dagelijkse leiding had. Aan het eind van de hal ligt het lager gelegen achterhuis. Hier ligt aan linkerkant een vertrek waar armen zich als hulpbehoevend konden aanmelden. Het vertrek, nu de Hoge Zaal, wordt gebruikt door de Academie van Bouwkunst voor colleges en presentaties.

## Geschiedenis
Het stadsbestuur stelde rond het jaar 1400 huiszittenmeesters aan, aan zowel oude- als nieuwezijde. Dit waren ambtenaren die de verzorging van huiszittende armen (dat wil zeggen armen met een eigen woning, niet gehuisvest in een gasthuis of tehuis) overnamen van de kerkmeesters. Oorspronkelijk werd aan oudezijde voedsel uitgedeeld vanuit de Oude Kerk, maar in 1654 verzocht het kerkbestuur de huiszittenmeesters om een nieuw onderkomen te vinden.
De huiszittenmeesters kochten een perceel aan aan de Leprozenburgwal (ook Leprozengracht genoemd, nu het Waterlooplein). Het bevond zich direct naast hun pakhuizencomplex, de begin 17e eeuw gebouwde stadsturfpakhuizen. Het perceel lag in de tuin van het Leprozenhuis, dat inmiddels voornamelijk bewoond werd door proveniers. Het pand werd gebouwd naar ontwerp van bouwmeester Willem de Keyser, een zoon van Hendrick de Keyser. Het kwam gereed in 1655. Het huiszittenmeesterskantoor in de Oude Kerk bleef overigens in gebruik, maar alleen nog om het gecollecteerde geld te tellen en te bewaren.
Het hoofdgebouw diende als kantoor en als vergaderruimte voor de regenten. De armen betraden het complex aan achterzijde, door de poort aan de Nieuwe Amstelstraat. Hierna kwamen ze op een overdekte galerij met vensters waar ze zich konden laten inschrijven en waar uitdelingen plaatsvonden.
Het Oudezijds Huiszittenhuis stond onder toezicht van zes regenten, de zogenaamde huiszittenmeesters. Deze regenten werden door de Amsterdamse burgemeester aangesteld. De binnenvader, die de dagelijkse leiding had over het Oudezijds Huiszittenhuis, had toezicht op zes suppoosten (later wijkmeesters geheten), die verantwoordelijk waren voor het uitdelen van het voedsel en de turf.
De huiszittenmeesters van oude- en nieuwezijde hadden gezamenlijk een aantal andere panden in de stad in bezit, waaronder de Voldershuizen voor arme vrouwen aan de Heiligeweg en het in 1650 gebouwde Huiszittenweduwenhof in de Jordaan, op een deel van het terrein van het voormalige kartuizerklooster. In de 18e eeuw voerde de oudezijds huiszittenmeesters ook het beheer over enkele scholen. Aan de Zeeburgerdijk was een groot stallencomplex van de oudezijds huiszittenmeesters, inclusief steigers en een herberg. De oudezijds huiszittenmeesters kregen al in 1539 van het stadsbestuur het recht om al het vee te ontschepen dat uit Friesland, Gelderland en Overijssel werd aangevoerd. In de praktijk verpachtten ze dit recht aan anderen.
In 1808 werd de huiszittenmeesters aan oude- en nieuwezijde samengevoegd onder het bestuur van de Regenten van de Huiszittende Stadsarmen, die zitting namen in het voormalige Nieuwezijds Huiszittenhuis aan de Prinsengracht. Na een aanpassing van de Armenwet in 1870 werd bij raadsbesluit op 9 november van dat jaar de armenzorg door de Huiszittenhuizen opgeheven.
Het Oudezijds Huiszittenhuis werd vanaf 1809 gebruikt als koninklijke drukkerij en deed een tijdlang dienst als rijksarsenaal. In 1946 verhuisde de Academie van Bouwkunst naar het pand en de naastgelegen pakhuizen (het Arsenaal). Het Oudezijds Huiszittenhuis werd gekocht, de pakhuizen gehuurd. In 2004 werd ook het Arsenaal aangekocht door de Academie en in 2006 werd het gehele complex gerenoveerd.